# Gotthardtunnel
Der Gotthardtunnel (italienisch Galleria del San Gottardo) wurde als Scheiteltunnel unter den Gipfeln des Gotthardmassivs in Nord-Süd-Richtung gebaut. Er war das zentrale Bauwerk der Gotthardbahn in der Schweiz. Der 15'003 Meter lange Eisenbahntunnel besteht aus einer einzelnen, doppelgleisig ausgebauten Tunnelröhre zwischen den Ortschaften Göschenen im Kanton Uri und Airolo im Kanton Tessin. Der Tunnel wurde von 1872 bis 1880 auf einer Höhe von 1150 Metern über dem Meer gebohrt und gesprengt. Die Zufahrtsrampen schlängeln sich durch das Reusstal und das Tal des Ticino bis auf diese Höhe. Der Tunnel wird im Mittel von etwa 1100 Metern Gebirge überdeckt.

## Tunnelbau

### Vorgeschichte

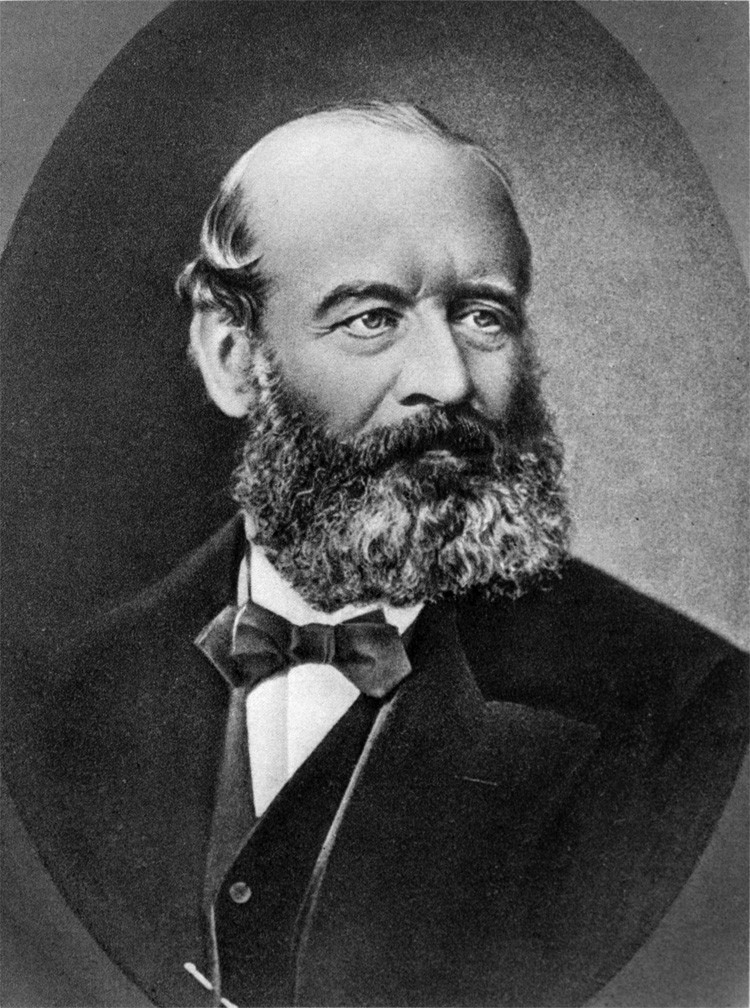
Alfred Escher

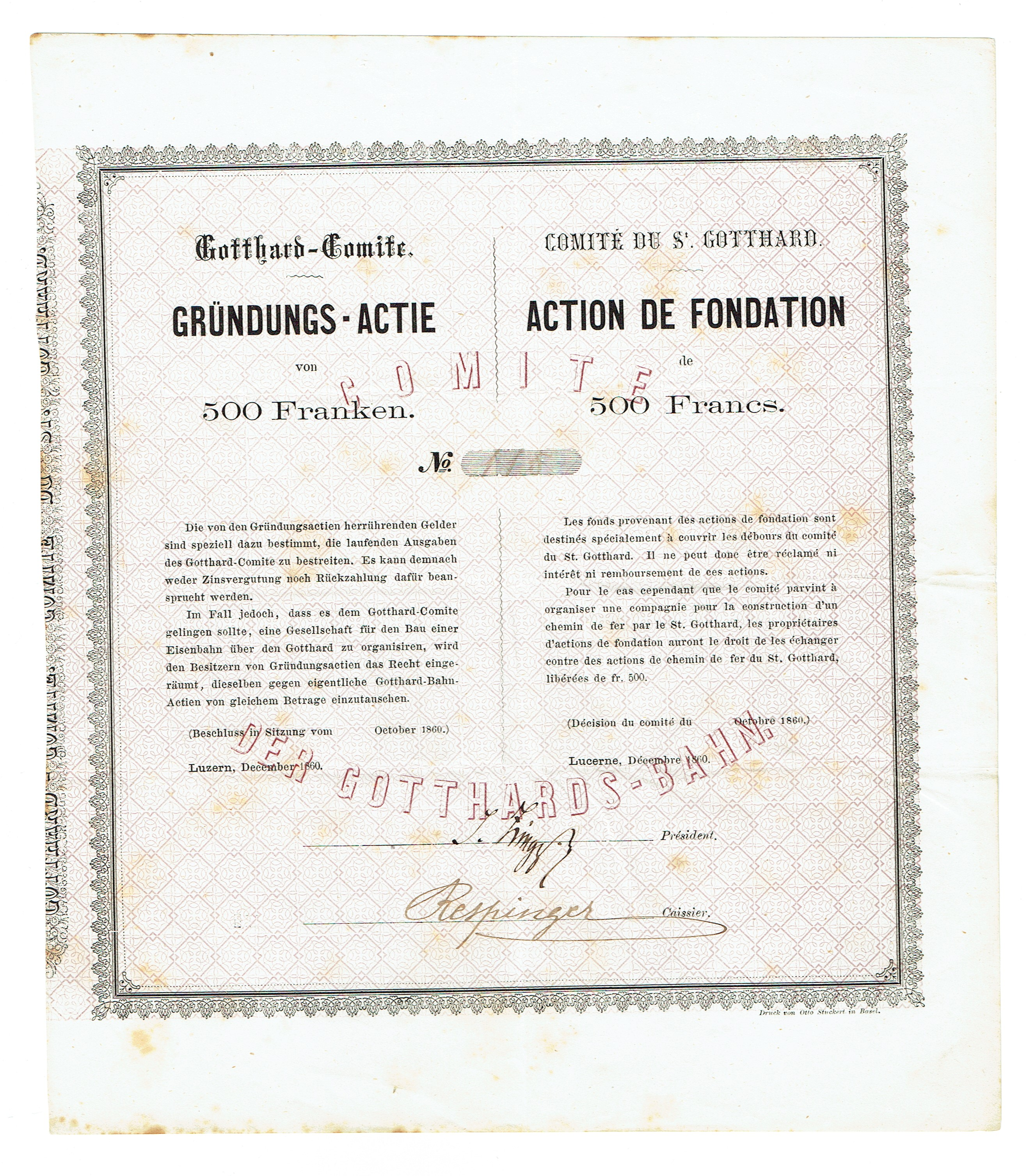
Gründungsaktie über 500 Franken des Gotthard-Comites aus dem Jahre 1860

Kaum hatte der Bahnbau in den nichtalpinen Gebieten Europas begonnen, kam in der Schweiz der Gedanke auf, den Norden mit dem Süden Europas durch eine Alpenbahn zu verbinden. Bereits 1847 reichte der damalige Oberingenieur des Kantons Graubünden ein Konzessionsbegehren für den Bau einer Lukmanierbahn von Chur nach Biasca ein. Die 1853 erteilte Konzession verfiel allerdings durch Fristablauf.
1852 stellte der Leiter des eidgenössischen Eisenbahnbüros Gottlieb Koller ein erstes Projekt zum Bau einer Eisenbahnlinie durch das Gotthardmassiv vor, und am 19. August 1853 organisierte sich ein erstes aus neun Kantonen bestehendes Gotthardkomitee. 1860 wurde die Schweizerische Centralbahn im Gotthardkomitee aufgenommen.
Ingenieur Koller erarbeitete ein erstes Projekt für die Strecke von Flüelen an den Langensee (123 km). 1861 vermass der Zürcher Ingenieur Kaspar Wetli die Strecke von Erstfeld nach Lugano in nur fünf Monaten, was auch heute noch als Meisterleistung der Vermessungstechnik (Otto Gelpke, Carl Koppe) gilt.
Nach heftigen Auseinandersetzungen zwischen Gotthardbefürwortern und Verfechtern der Lukmanier- und Splügenvariante wurde 1863 von den Ingenieuren Wetli und Koller erstmals die Idee eines Tunnels unter dem Gotthard präsentiert. Als schliesslich auch Alfred Escher, der Präsident der in Zürich ansässigen Schweizerischen Nordostbahn (NOB), die Linienführung über den Gotthard befürwortete, war die Entscheidung gefallen. Zudem war die Strecke über den Gotthard die kürzeste. «Ich habe schon seit längerer Zeit die Überzeugung gewonnen, dass in Folge der Gestaltung des Eisenbahnnetzes der Schweiz & unserer Nachbarländer eine Eisenbahn über den Gotthard den Interessen Zürich’s & der Nordostbahn viel förderlicher wäre als eine Eisenbahn über einen Bündtnerischen Alpenpaß.»
Am 7. August 1863 gründeten fünfzehn Kantone und die beiden Bahngesellschaften Schweizerische Centralbahn (SCB) und Nordostbahn (NOB) die grosse Gotthardvereinigung. Der Politiker und Bankier Alfred Escher, die wohl einflussreichste Schweizer Persönlichkeit seiner Zeit, wurde Präsident des Komitees und damit zum umtriebigen Vertreter der Gotthardidee. In der Folge wurde das auf den Plänen Wetlis und Kollers basierende Projekt von Anton Beckh und Robert Gerwig vorangetrieben. Aus ihr heraus und basierend auf ihrem Vermögen wurde 1871 in Luzern die Gotthardbahn-Gesellschaft (GB) als internationale Aktiengesellschaft gegründet.
An der Berner Gotthardkonferenz vom September 1869 unter dem Vorsitz des Bundesrates Emil Welti wurde festgehalten: Es sollte eine durchgehende doppelspurige Adhäsionsbahn gebaut werden mit einer maximalen Steigung von 26 ‰, in Tunneln 23 ‰ und einem minimalen Kurvenradius von 300 Metern. Ein Scheiteltunnel sollte Göschenen und Airolo verbinden. Die Kosten für die Gotthardstrecke sollten 187 Millionen Franken betragen, davon rund 60 Millionen für den Tunnel. Italien sollte 45 Millionen, das Deutsche Reich und die Schweiz je 20 Millionen übernehmen, der Rest sollte am Kapitalmarkt aufgenommen werden. Der Deutsch-Französische Krieg verzögerte die Unterzeichnung vorerst. 1869 unterschrieben die Schweiz und Italien den sogenannten Gotthardvertrag von 1871 und am 28. Oktober 1871 schliesslich auch das Deutsche Reich.
Am 6. Dezember 1871 wurde die Gotthardbahngesellschaft ebenfalls unter dem Präsidium Alfred Eschers gegründet. Die finanzielle Kontrolle über die internationale Finanzierung hatte Escher, der 1856 die Schweizerische Kreditanstalt gegründet hatte, welche bei der Finanzierung der Gotthardbahn eine wichtige Rolle spielte. «Da es sich um die Beschaffung sehr beträchtlichen Privatkapitals handelte, so musste an die ausländische Finanz gelangt werden, wenn auch vorerst die Beteiligung der schweizerischen Finanz mit einer Quote des beizubringenden Privatkapitals, um dem Auslande Zutrauen einzuflößen, zu sichern war. Auch in dieser Richtung waren endlose Unterhandlungen zu pflegen. Die Anschauungen der inländischen und ausländischen Finanzmächte gingen weit auseinander und waren überdies beständigem Wechsel unterworfen. Ein Meer von Schwierigkeiten war zu überwinden, bis es gelang, eine Einigung der verschiedenartigen Elemente zu einem übereinstimmenden Programm herbeizuführen. Nachdem in solcher Weise die Wege und Mittel vorbereitet waren, sah sich der Bundesrat in die Lage gesetzt, eine internationale Konferenz derjenigen Staaten zu veranstalten, welche die Geneigtheit an den Tag gelegt hatten, die Ausführung der Gotthardbahn zu unterstützen.»

### Projekt

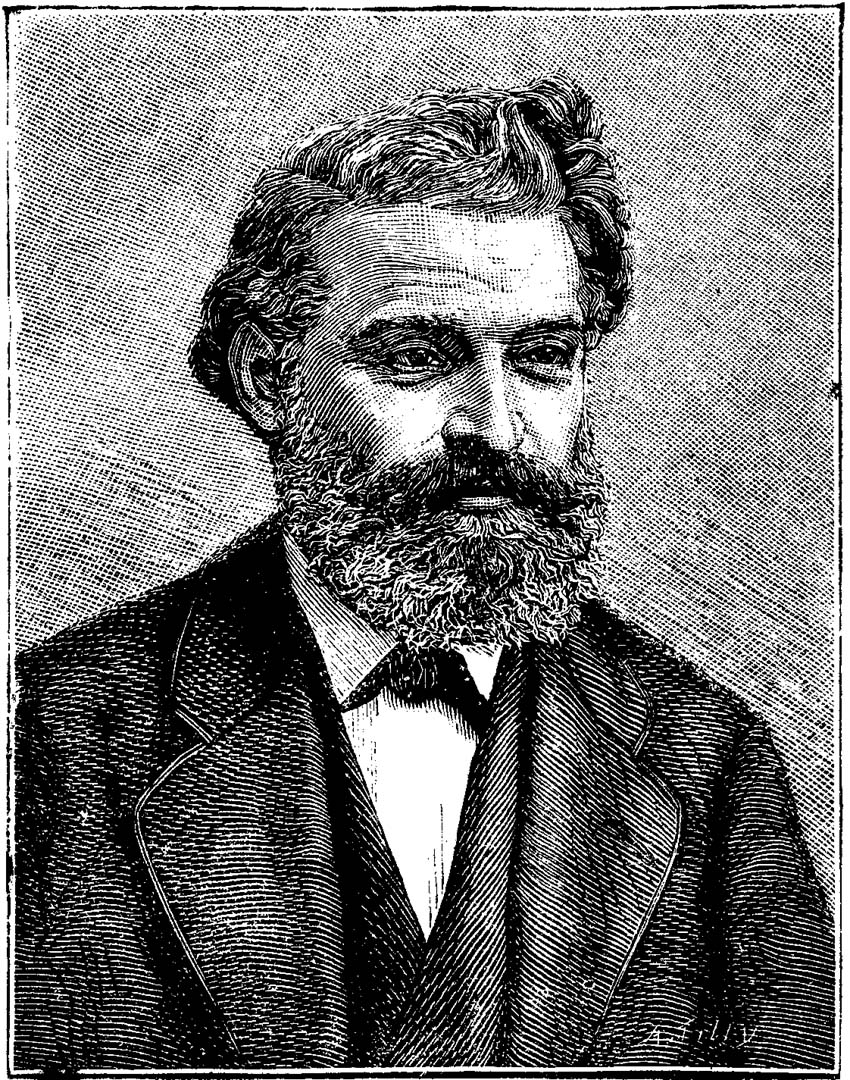
Louis Favre

Nach einer äusserst kurzen Eingabefrist von sechs Wochen trafen sieben Offerten ein. Den Zuschlag erhielt die Genfer Firma «Entreprise du Grand Tunnel du Gothard» des Louis Favre; am 7. August 1872 wurde der von Escher aufgesetzte Vertrag unterzeichnet. Der grösste Konkurrent war die italienische Firma «Società Italiana di Lavori Pubblici» unter der Leitung von Severino Grattoni. Grattoni hatte bereits den mit 12 Kilometern längsten Tunnel der Welt erstellt, den Mont-Cenis-Eisenbahntunnel. Auch mit dem Gotthard hatte er sich beschäftigt, hatte die Geologie geprüft und Probebohrungen vorgenommen.
Favre, der bisher keinen Tunnel gebaut hatte, der länger war als 1000 Meter, unterbot den Mitkonkurrenten, akzeptierte die ruinösen Vertragsbedingungen und hinterlegte eine Kaution von 8 Millionen Franken. Er versprach eine Bauzeit von acht Jahren – angesichts der unbekannten Geologie ein riskantes Unterfangen. Falls die vereinbarte Bauzeit überschritten würde, drohte eine Geldstrafe von 5000 Franken täglich im ersten halben Jahr und 10'000 Franken in der folgenden Zeit, im Falle einer vorzeitigen Fertigstellung galt der gleiche Betrag als Prämie. Sollte die Verzögerung mehr als ein Jahr betragen, würde die hinterlegte Kaution verfallen. Favre hoffte darauf, die beim Bau des gerade fertiggestellten Mont-Cenis-Tunnels gemachten Erfahrungen nutzen zu können. Zudem stellte er dortige Mineure und Ingenieure ein und kaufte das dort verwendete Tunnelmaterial auf.

### Bau

#### Allgemein
Die Bauarbeiten begannen am Südportal am 13. September 1872 und am 24. Oktober desselben Jahres im Norden. Die Bautrupps bewegten sich im Firststollenverfahren (Belgische Bauweise) aufeinander zu, gearbeitet wurde in drei Schichten rund um die Uhr.

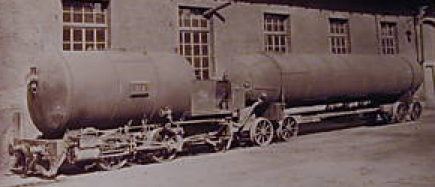
Pneumatische Lokomotive mit angehängtem Druckbehälter

Besonders auf der Südseite kämpfte man schon am Anfang mit grossen technischen Schwierigkeiten. Die Belastungen durch instabile Gesteinsschichten, die häufig, manchmal alle paar Dutzend Meter, ihre Beschaffenheit wechselten, sowie ständige Wassereinbrüche waren enorm und hielten während der ganzen Bauzeit an, zudem stieg die Temperatur im Tunnel stellenweise auf 33 °C, später auf 40 °C. Ende 1872 war im Norden der Firststollen erst zu 101 m ausgebrochen, im Süden wurde in Handarbeit nur 18 Meter vorgestossen.

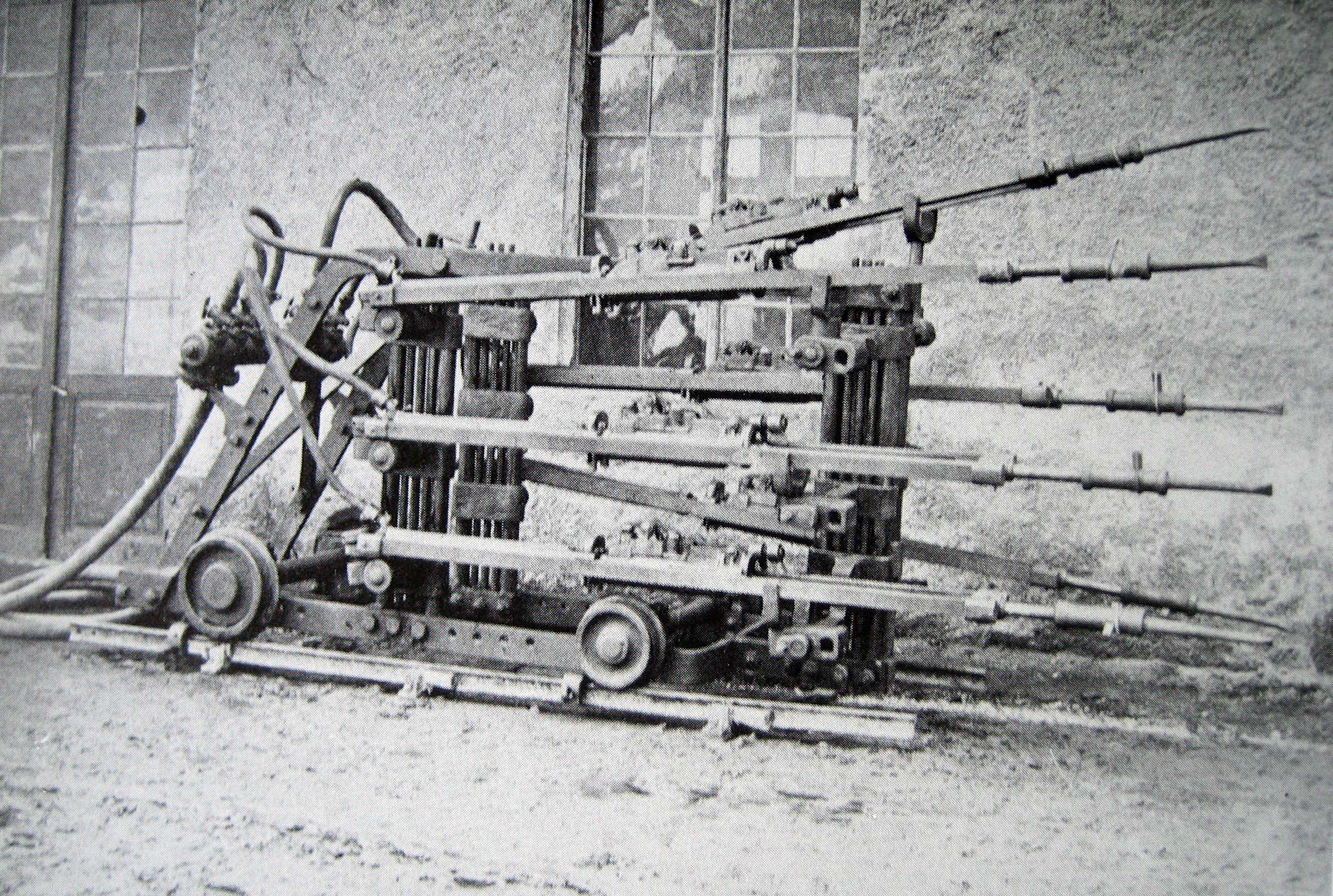
Druckluftbohrmaschine

Der Bauunternehmer Louis Favre übernahm die ersten Bohrmaschinen Typ Sommeiller vom Mont-Cenis-Tunnel. Dazu erprobte er die wichtigsten erhältlichen Schlagbohrmaschinen vor Ort. Die beiden Werkstattchefs in Airolo und Göschenen entwickelten die vorhandenen Maschinen weiter: Die Maschinen sollten weniger reparaturanfällig und die Schlagbohrmaschinen mit einem automatischen Vortrieb versehen werden. Seguin und Ferroux, die beiden Werkstattchefs, konnten einen signifikanten Fortschritt erzielen: Zu Beginn mussten pro Tag drei Maschinen ausgewechselt werden, gegen Ende des Baus nur noch eine Maschine alle drei Tage. Die Abluft der pneumatischen Schlagbohrmaschinen diente gleichzeitig der spärlichen Belüftung des Tunnels. Je sechs Bohrmaschinen waren auf Lafetten montiert. Mit den Maschinen wurden zirka einen Meter tiefe Löcher gebohrt, die anschliessend mit Dynamit gefüllt und gesprengt wurden. Die Nachfrage nach Dynamit war so gross, dass in Bauen am Urnersee eine Sprengstofffabrik gebaut wurde.
Eine unzureichende Lüftung erschwerte das Atmen im mit Sprenggasen gefüllten Tunnel: wenn zu wenig Druck vorhanden war, wurde die Maschine bevorzugt, die Lüftung musste warten. Weil die giftigen Dynamitdämpfe Krankheiten in Atemwegen und Augen verursachten, musste die Schichtdauer auf fünf Stunden herabgesetzt werden. Obwohl leistungsfähigere Maschinen aus Belgien eingesetzt wurden, geriet Favre mit seinem Zeitplan mehr und mehr in Rückstand, nach einem Jahr war noch nicht ein einziger Kilometer im Teilprofil geschafft. Favre trieb den Vorstoss schnell voran und vernachlässigte den Vollausbruch. Später kam erschwerend dazu, dass unter dem unterschätzten Bergdruck sämtliche Holzstützen brachen und jeder ausgebrochene Meter sofort ausgemauert werden musste.
1873 beauftragte Oberingenieur Robert Gerwig der Gotthardbahn-Gesellschaft den deutschen Bergingenieur Friedrich Moritz Stapff für die Bearbeitung aller erforderlichen geologischen Untersuchungen. Zuerst war er der Bausektion Airolo zugeteilt, später wurde er Vorstand der geologisch-montanistischen Abteilung bei der Zentralbauleitung in Airolo. Die Aufgaben von Stapff umfassten die Nachführung der bestehenden geologischen Karten, die Beobachtung der geologischen Verhältnisse, wie Temperaturverhältnisse, Wassereinbrüche, Zustand des Felsens, damit der Bau nicht verzögert wurde. Stapff zeichnete alle Gesteinsformationen entlang der Tunnelachse auf und sammelte pro Gesteinsformation ein Handstück. Eine dieser Sammlungen befindet sich heute im Verkehrshaus.
Favre erhöhte die Zahl der Arbeiter ständig. In Göschenen arbeiteten maximal 1645, in Airolo 1302 Arbeiter, vorwiegend Italiener aus den armen ländlichen Gegenden des Piemont und der Lombardei. Die Mineure und Arbeiter lebten in schmutzigen und überbelegten Verschlägen und wurden finanziell ausgebeutet. Ein Mineur verdiente in einer Achtstundenschicht etwa 3.90 Franken. Zwei Drittel dieses Lohnes wurde für Essen und Unterkunft wieder abgezogen, die Lampen und das Öl dafür – 30 Rappen täglich – mussten sie davon selber bezahlen. Abgezogen wurden ihnen zudem fünf Franken monatlich für die Kleidung und zwei Franken für die Aufenthaltsgenehmigung in der Schweiz. Ein Teil des Verdienstes wurde in Coupons ausbezahlt, die nur in den betriebseigenen Geschäften eingelöst werden konnten.

#### Niederschlagung eines Arbeiterstreiks (1875)
Am 27. Juli 1875 kam es in Göschenen zu einem Streik der Mineure. Sie verliessen die Arbeitsplätze, blockierten den Tunneleingang und verlangten u. a. einen Franken mehr Lohn pro Tag. Eine eilends zusammengestellte, überforderte Polizeieinheit, 21 Mann aus Altdorf, schoss in die Menge, wobei vier italienische Arbeiter ums Leben kamen und mehrere schwer verletzt wurden. 80 Arbeiter reisten nach dem Vorfall ab.

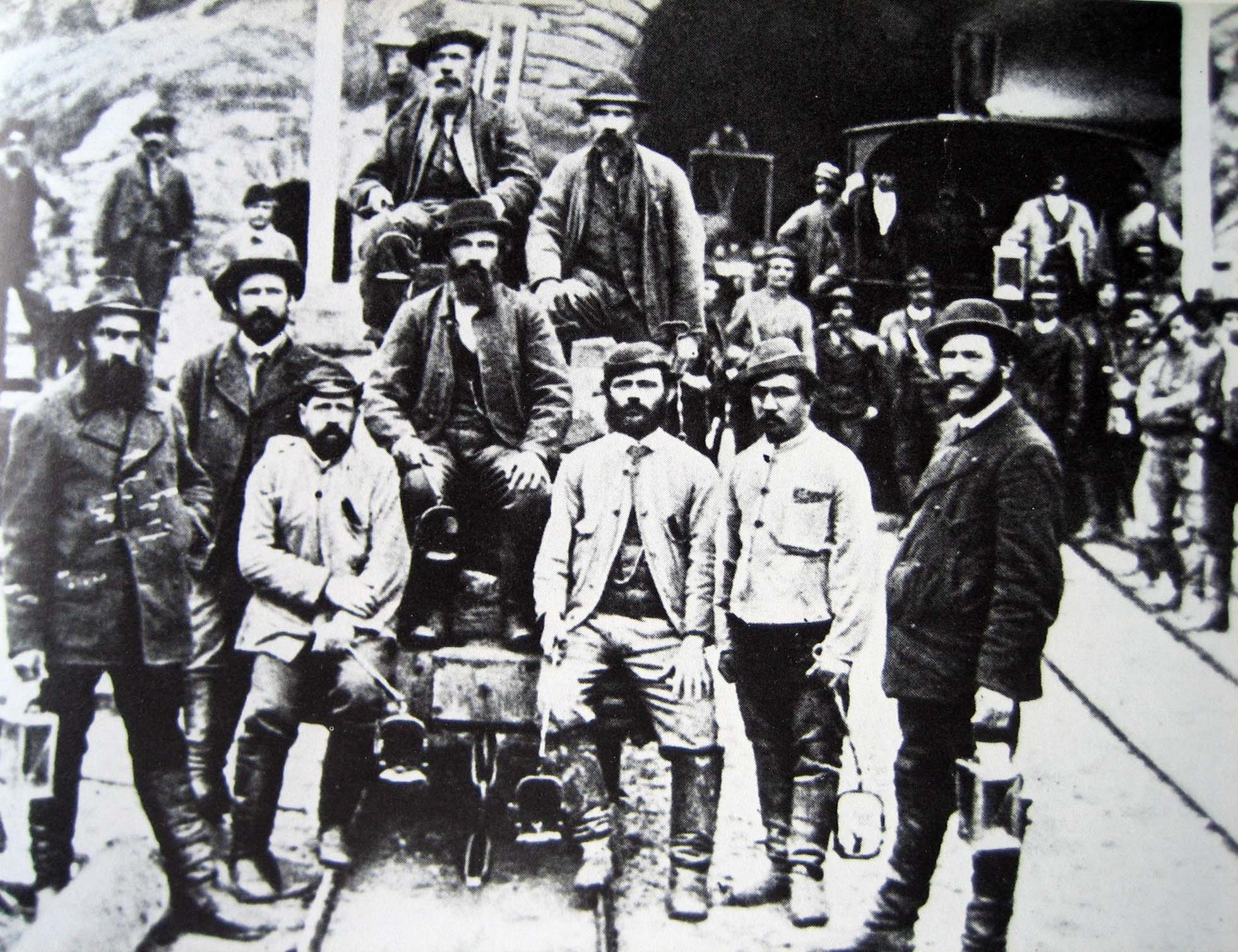
Bauarbeiter um 1880 vor dem Südportal in Airolo

Das Ereignis wurde durch anklagende Presseberichte auch über die Schweiz hinaus europaweit bekannt. Insbesondere die Hintergründe der Aufstellung der beteiligten Polizeieinheiten wurden hinterfragt. Auf Druck der italienischen Regierung beauftragte der Bundesrat den Bündner Ständerat Hans Hold mit einer Untersuchung. Im veröffentlichten Bericht schrieb Hold, es hätte keinen Grund für den Streik gegeben, obwohl er die Zustände im Tunnel und in den Unterkünften bemängelte. In einem zweiten, lange unter Verschluss gebliebenen Berichtsteil beschrieb Hold die katastrophalen Arbeits- und Lebensbedingungen der faktisch rechtlosen Arbeiter und kritisierte die Behörden, dass sie nichts gegen die Ausbeutung der Arbeiter unternähmen. Nach einer weiteren Intervention der italienischen Regierung ordnete der Bundesrat eine zweite Untersuchung über die Lebensbedingungen der Tunnelarbeiter an. Der inspizierende Arzt Jakob Laurenz Sonderegger schrieb in seinem Bericht vom 30. März 1876: «Das Elend in den für die Arbeiter hergerichteten Quartieren übersteigt in der Tat alle Begriffe. In kleinen dumpfen Zimmern reiht sich Bett an Bett – elende, halb faule Strohsäcke.» Er erwähnt die schlechte Luft in überfüllten Räumen mit ihren übelriechenden Öllampen, wo neben den Betten auch gekocht werden musste, den Mangel an frischem Wasser, den Schmutz und die miserablen hygienischen Zustände. Die Arbeiter litten an Wurmkrankheiten, Durchfall und Typhus, und viele waren an Silikose erkrankt, die sie sich im Tunnel durch den omnipräsenten Granitstaub zugezogen hatten. Auch zahlreiche Unterkünfte liessen zu wünschen übrig, wie der nachfolgende Auszug aus Sondereggers Bericht aufzeigt:

«Ich fand [1880] in Göschenen die Verhältnisse wenig verändert [gegenüber 1876]; die Favre’schen Wohnungen befriedigend, aber in äusserst unzureichendem Umfange, die Privatwohnungen bei Bürgern teils gut, teils erträglich, teils schlecht; die Arbeitercasernen, auf Spekulation gebaut und vermiethet, so skandalös wie früher, besonders bei dem grossen, von 240 Personen bewohnten Hause neben der Post; da liefen Excremente an den Aussenwänden herab und lagen sie in Haufen auf Gängen und in Winkeln; die Zimmer und ihre Mobilien starren von Schmutz, die Fenster sind fest verschlossen, die Luft ist abscheulich, thatsächlich schlechter als in den meisten Schweineställen, weil diese doch Gatterthüren und Luftlöcher haben. Eine Wasserleitung hat man gehorsamst erstellt, aber so, dass sie einfror und zerrissen wurde, den ganzen Winter nichts lieferte und auch jetzt noch ausser Funktion steht, obwohl es seit Wochen nicht mehr ernsthaft friert.»

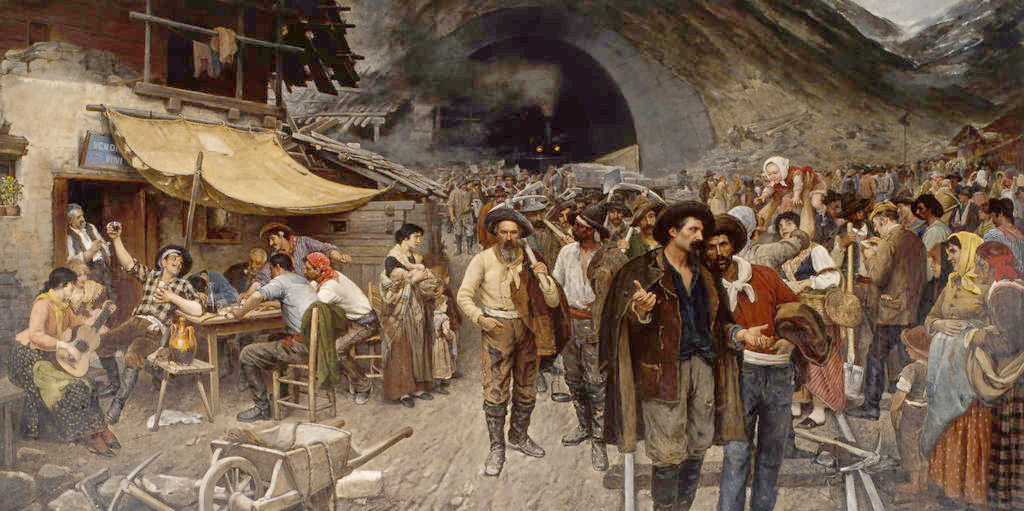
Philipp Fleischer: Schichtwechsel beim Bau des Gotthardtunnels (1886)

Bedenkliche Zustände kamen so ans Licht, bessere Bedingungen wurden gefordert, aber nie durchgesetzt. Niemand fühlte sich zuständig, zudem waren die Bauarbeiten schon zu sehr in Verzug geraten. So blieben die Zustände mehr oder weniger unverändert. Unter diesen Bedingungen war Favres Zeitplan völlig durcheinandergeraten. Neue Abklärungen ergaben, dass die Kosten den Voranschlag um mehr als 100 Millionen Franken überschreiten würden. Im Juni 1874 wurde an einer Schlichtungskonferenz in Bern unter bundesrätlicher Leitung bestimmt, «dass der gänzlich ausgebrochene Tunnel nie mehr als 600 Meter auf jeder Seite hinter der Stollenbrust zurückbleiben darf». Favre hielt sich nicht daran, und die GB stellte die Zahlungen ein, worauf sich Favre und die Gotthardbahngesellschaft in Streitigkeiten verwickelten. Die Kurse der Aktien sanken ins Bodenlose, und zeitweise wurde der Bau in Frage gestellt. Die Nachfinanzierung gelang nur, weil sich Italien und Deutschland nach einer weiteren internationalen Konferenz zu neuen Zahlungen bereit erklärten. Alfred Escher, der die Verantwortung für das finanzielle Debakel der GB trug, musste auf Druck des Bundesrates zurücktreten. Die Finanzierung wurde durch das Alpenbahngesetz gesichert, mit dem die Eidgenossenschaft sich verpflichtete, den Kantonen, die sich an der Gotthardbahn beteiligt hatten, 4,5 Millionen Franken zu zahlen.

#### Favres Tod (1879)

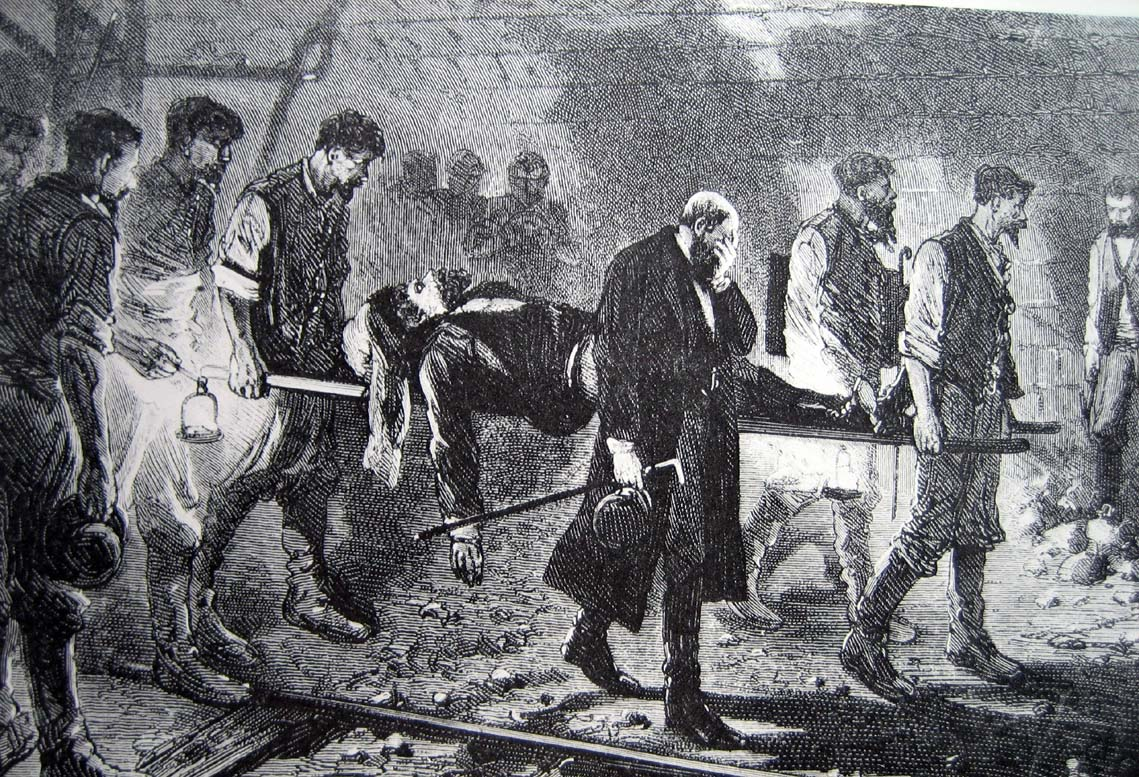
Favres Tod im Tunnel

Am 19. Juli 1879 wurde Favre bei einer Besichtigung im Tunnel bei Kilometer 3 von einem Unwohlsein befallen und starb wenige Minuten später im Alter von 53 Jahren an Herzversagen. Technischer Gesamtleiter wurde 1879 Ernest von Stockalper. Obwohl Favre den Durchstich nicht mehr erlebte, wurde ihm die Ehre zuteil, als erster den Tunnel zu durchqueren: Am 24. Dezember 1879 vernahmen Angehörige des nördlichen Bautrupps zum ersten Mal den Sprenglärm im Süden. Noch 422 Meter Fels trennten die beiden Baustellen. Am 28. Februar 1880 um 18.45 Uhr durchdrang ein Bohrer von Süden her die noch stehende Felswand. Durch dieses Loch reichten die Arbeiter ihren Kollegen auf der Nordseite eine Blechdose mit einem Bild Favres mit den Worten: «Wer wäre würdiger gewesen, als Erster die Schwelle zu überschreiten, als Favre, der seinen Mitarbeitern Meister, Freund und Vater war. Es lebe der Gotthard!»

#### Durchschlag (1880)

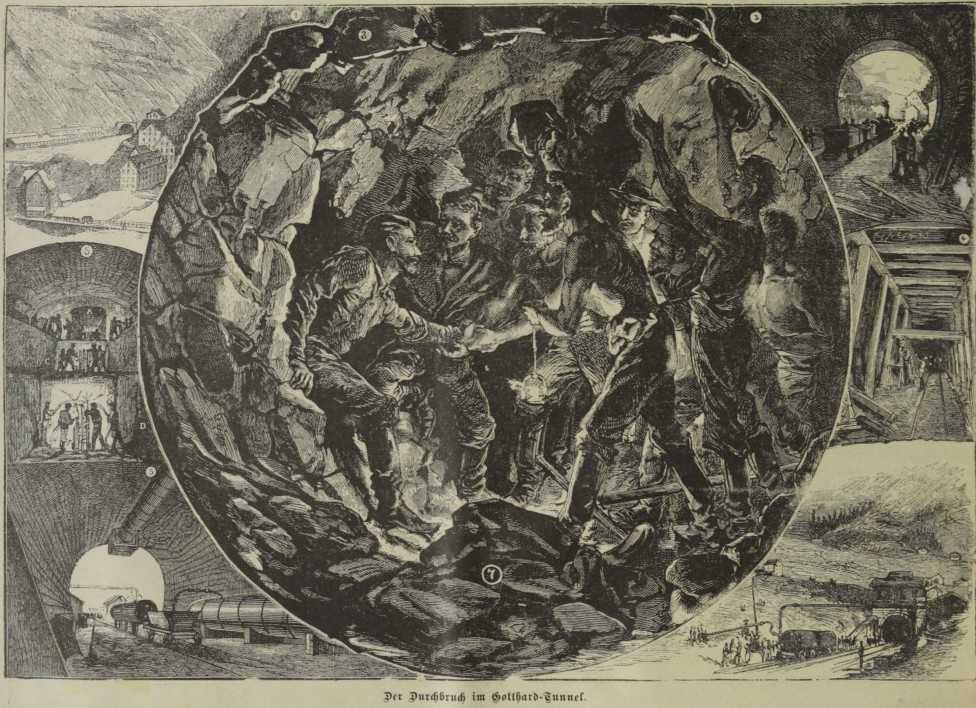
Zeitgenössische Illustration des Durchschlags

Am Sonntag, dem 29. Februar 1880, kurz nach 11 Uhr, erfolgte nach sieben Jahren und fünf Monaten der eigentliche Durchstich. Die Abweichungen betrugen seitlich nur 33 Zentimeter und 5 Zentimeter in der Höhe – eine Meisterleistung der damaligen Ingenieurs- und Vermessungstechnik. Das Ereignis wurde in den europäischen Medien gefeiert, der mit 15 Kilometern dazumal längste Tunnel der Welt war entstanden. «Man kann heute sagen, dass die ganze Presse des Kontinents dem Gotthardwerk ihre Huldigung darbringt und den Tribut aufrichtiger Anerkennung zollt.»
Nach Beendigung des Baues forderte die Gotthardbahn-Gesellschaft von Favres Unternehmung Nachzahlungen in Millionenhöhe, die seinen Nachlass ruinierten. Seine Tochter erhielt jedoch eine lebenslängliche jährliche Rente von 10'000 Franken, die ihr ermöglichen sollte, den Haushalt nach gutbürgerlichen Verhältnissen einzurichten.

### Vortriebsleistung
Die durchschnittliche Tagesleistung belief sich für die gesamte Arbeitszeit auf 4,47 Meter. Im Vergleich dazu werden mit modernen Tunnelbaumaschinen mittlerweile (2009) Tagesleistungen von 18 Metern erreicht, wie beispielsweise beim Ausbruch der Weströhre des Gotthard-Basistunnels. Die Kosten beliefen sich auf knapp 227 Millionen Franken. Durchschnittlich arbeiteten 5472 Mann auf den verschiedenen Baustellen.

### Opfer
199 Arbeiter starben während der Bauarbeiten. Von den 171 Toten, die in der Unfallliste im Bundesarchiv erwähnt werden, wurden 53 Arbeiter von Wagen oder Lokomotiven zerquetscht, 49 von Felsen erschlagen, 46 durch Dynamit getötet. 23 kamen auf andere Art ums Leben, einer von ihnen ertrank. Schuld war nach offizieller Angabe jeweils der Zufall oder der Verunglückte selbst. Vier wurden während eines Streik erschossen. Zahlreiche weitere Männer starben allerdings im Laufe der folgenden Jahre an den Spätfolgen von Unterernährung, Krankheiten und Verletzungen, die sie sich während des Tunnelbaus zugezogen hatten. «Nicht als Todesfälle erfasst wurden diejenigen Arbeiter, die an den Portalen tödlich verletzt oder unheilbar krank wurden, jedoch erst nach ihrer Rückkehr in die Heimat starben. Dieses Korrektiv gewinnt dadurch an Gewicht, dass gerade in Airolo Kranke und Verwundete ‹massenhaft nach Hause geschickt wurden›.» Schuld an vielen Krankheitsfällen war eine Infektion mit dem Hakenwurm Ancylostoma duodenale.

## Bauwerk

Das Tunnelportal bei Göschenen um etwa 1889

Der Gotthardtunnel verläuft vom Nordportal in Göschenen bis kurz vor das Südportal von Airolo gerade, wo der Tunnel vor dem Portal einen Bogen in Richtung Osten macht. Die Trassenführung war mit den damaligen Vermessungsmethoden bei einer direkten Sichtverbindung am einfachsten zu bewerkstelligen, weshalb auf eine für Vermessungsfehler anfällige Kurve im Berg verzichtet wurde. Beim Bau wurde der südliche Richtstollen ohne Bogen ausgeführt. Dieser wurde erst beim Vollausbruch erstellt und dient der Anpassung der Linienführung der Bahn an das Gelände. Der südliche Richtstollen wurde später in die militärischen Tunnelbefestigungen integriert.
Auf der Tunnel-Nordseite erforderte die geradlinige Tunnelabsteckung vom Observatorium Göschenen (links der Göschenerreuss) aus zwei Visierstollen, von denen der nördliche heute noch erhalten und begehbar ist. Die Kurvenanpassung der Gleisachsen an die Tunnelachse fand im südlichen Vorfeld des Bahnhofs Göschenen ausserhalb des Tunnels statt.
Der Tunnel steigt von Göschenen her zuerst mit 5,82 ‰ Steigung auf einer Länge von 7822 Metern, bis er den Scheitelpunkt erreicht. Danach fällt der Tunnel in Richtung Airolo zuerst auf 2273 Meter Länge mit einem Gefälle von 0,58 ‰, dann mit 2,00 ‰ auf 3793 Meter und zuletzt mit 1,00 ‰ auf 770 Meter.
Der Firststollen hatte zunächst ungefähr einen Querschnitt von 6,7 m², der fertige Tunnel hat einen Mindestquerschnitt von 45,1 m². Die Höhe ab Tunnelsohle beträgt 7,1 Meter, die Tunnelbreite in Kämpferhöhe unterhalb des halbkreisförmigen Gewölbes 8 Meter. Die geplante Ausbruchmenge betrug 672'000 m³, aus der wiederum eine zu schutternde Materialmenge von rund 894'000 m³ errechnet wurde.
Wie von der Gotthardbahn-Gesellschaft gefordert, wurde der ganze Tunnel ausgemauert. Die Dicke der Tunnelwand beträgt im Bereich der Druckzone im von Norden ausgebrochenen Teil des Tunnels zwischen Kilometer 2,789 und 2,814 bis zu drei Meter. Auch im südlichen Teil des Tunnels musste bei Kilometer 4,540 ein dicker gemauerter Gewölbering eingebaut werden. In den standfesten Bereichen ist das Gewölbe zwischen 0,4 und 0,7 Meter stark. Wenn möglich wurde auf ein Sohlgewölbe verzichtet.
Alle hundert Meter ist in die Wand eine Schutznische für Streckenläufer und anderes Personal im Tunnel eingebaut; jede zehnte Nische wurde als eine drei Meter tiefe und drei Meter breite Kammer ausgeführt.
Der ganze Tunnel ist als Doppelspurstrecke mit einem Gleismittelabstand von 3,8 Meter angelegt. Anfänglich waren Vignol- oder Breitfussschienen mit einem Metergewicht von 36,75 Kilogramm verbaut, die auf Holzschwellen und einem 35 Zentimeter dicken Schotterbett lagen. Heute sind Schienen mit dem UIC-Profil 60 (SBB-Profil VI) mit einem Metergewicht von 60 Kilogramm verlegt.

## Betrieb

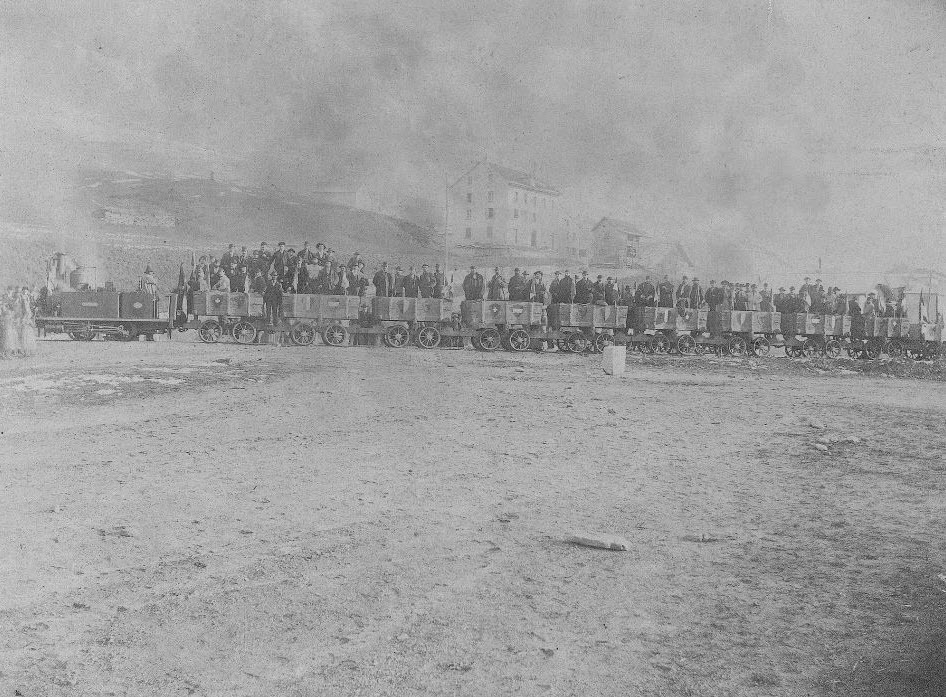
Erster Zug durch den Gotthardtunnel in Richtung Norden im Jahre 1881

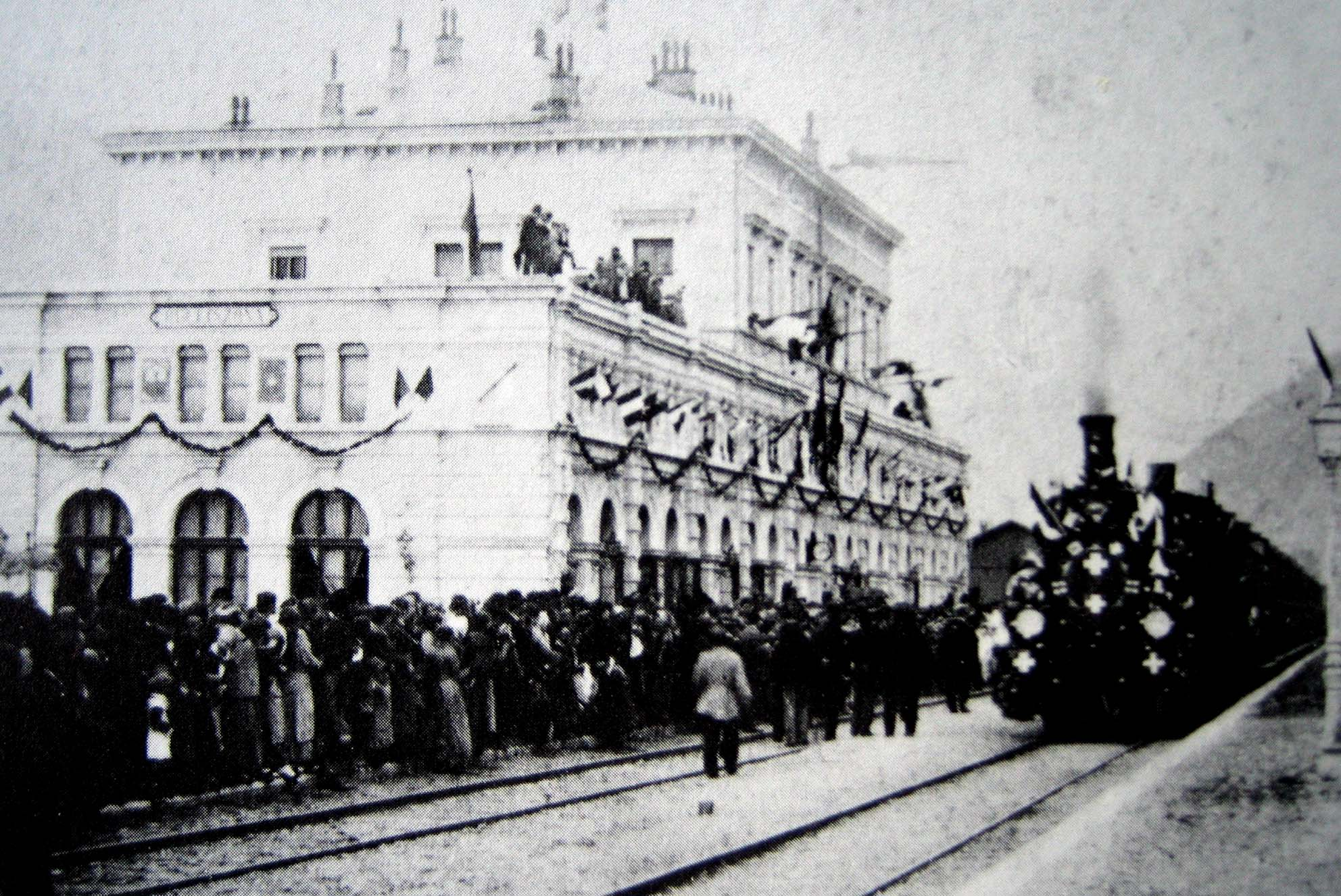
Der Eröffnungszug in Bellinzona

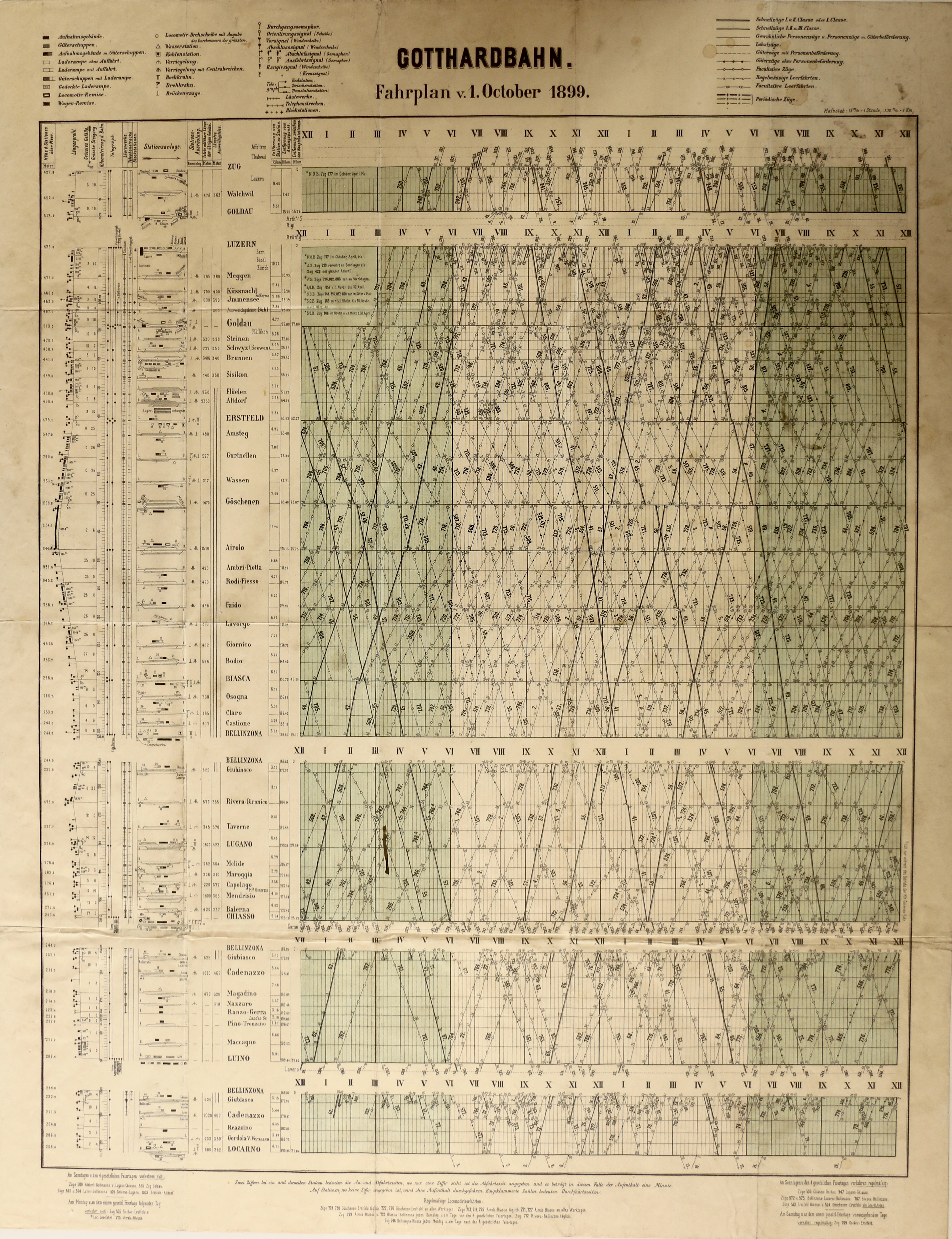
Grafischer Fahrplan der Gotthardbahn im Jahr 1899

Bereits vor der Eröffnung des Gotthardtunnels wurden ab Herbst 1881 Postsäcke durch den im Rohbau fertiggestellten Gotthardtunnel befördert. Anlässlich der offiziellen Eröffnungsfahrt am 1. Juni 1882 kam Alois Zgraggen, dem Kondukteur der letzten Postkutsche, die vor dem Wintereinbruch über den Pass fuhr, die Ehre zu, während der Fahrt den ersten Postsack zu tragen. Bis der provisorische Bahnbetrieb Göschenen–Airolo durch den Tunnel am 1. Januar 1882 aufgenommen werden konnte, wurden die Reisenden noch mit Schlittenkolonnen über den Pass befördert. Die Passage durch den Tunnel dauerte nach der Inbetriebnahme zwischen 17 und 23 Minuten. Der Fahrpreis betrug 2.70 Fr. in der 1. Klasse, 1.90 Fr. in der 2. Klasse und 1.35 Fr. in der 3. Klasse.
Vom 22. bis zum 25. Mai 1882 wurde mit über 600 Gästen aus ganz Europa die Segnung des Tunnels gefeiert. Alfred Escher nahm nicht daran teil. Am 1. Juni 1882 nahm die Gotthardbahn-Gesellschaft den durchgehenden Verkehr zwischen Immensee und Chiasso auf.
Im Jahr 1888 fuhren nach grafischem Fahrplan maximal 32 Züge pro Tag durch den Tunnel: 6 Schnellzüge, 8 Personenzüge, 8 regelmässige Züge und bis zu 10 Fakultativzüge. Während der Nacht gab es zwei Betriebspausen von zusammen 8 Stunden und 10 Minuten.
Im Jahr 1897 passierten täglich 61 Züge den Tunnel. Durch den Rauch der Dampflokomotiven wurden die Bahnerhaltungsarbeiten wesentlich erschwert. Daher wurde ein Belüftungssystem nachträglich eingebaut, diese Einrichtung wurde beim Nordportal in Göschenen 1898/99 erbaut und mit Hilfe einer stationär in einem Schuppen aufgestellten Lokomotive am 16. März 1899 in Betrieb gesetzt. Ab 1902 wurde die Wasserkraft der Reuss mit einer Leistung von 800 PS für den Antrieb der Anlage genutzt. Mit dem natürlichen Luftzug wurden Luftgeschwindigkeiten von 2,6–3,6 m/s (12,96 km/h) am Nordportal und 2,2–3,0 m/s am Südportal erreicht.
Ab 18. Oktober 1920 verkehrten die Züge durch den Tunnel elektrisch. Im Jahr 1923 verkehrten durchschnittlich täglich 50 Züge durch den Tunnel: 18 Güterzüge und 32 Reisezüge.
1938 wurde der Tunnel in zwei Blockabschnitte unterteilt, um dessen Leistungsfähigkeit zu steigern, wobei die Freimeldung durch Achszähler erfolgte. 1946 wurde eine Tunnelstation mit doppeltem Gleiswechsel eingerichtet, die von dem elektrischen Integra-Stellwerk in Göschenen aus ferngesteuert wurde. Dadurch konnte der Tunnel in verkehrsschwachen Zeiten teilweise eingleisig betrieben werden, womit die Unterhaltsarbeiten erleichtert wurden, da der allenfalls dafür notwendige Einspurabschnitt nicht mehr 15 Kilometer lang, sondern nur noch 7,5 Kilometer lang war. Im Jahr 1938 benutzen durchschnittlich 74 Züge täglich den Tunnel.
1954 wurde die Station Airolo für den Autoverlad durch den Gotthardtunnel umgebaut, der Umbau der Station Göschenen erfolgte 1957. Dafür wurde neben dem bestehenden Tunnelportal ein neues Tunnelportal für den Anschluss der Gleise der Autoverladrampe gebaut, dessen Strecke nach 200 m in den bestehenden Tunnel einmündet. Diese zwei östlichen Gleise enden ca. 200 m südlich des Nordportals als Stumpfgleise.
1960 verkehrten täglich 197 Züge durch den Tunnel, wovon mehr als 70 Prozent Güterzüge waren.
Ab 1962 wurde die Signalisierung und die Gleisanlage grundlegend umgebaut. Anstelle der Tunnelstation Gotthard-Mitte wurden zwei Gleiswechsel in den Drittelspunkten angelegt, der Tunnel in 15 Blockabschnitte unterteilt und der Gleiswechselbetrieb eingeführt. Der Umbau erfolgte etappenweise. Die erste Etappe nahm am 12. April 1962 den Betrieb auf. Sie umfasste die Blockstellen 1 bis 5 und 11 bis 15, der mittlere Tunnelabschnitt wurde zunächst noch nicht umgebaut. Auch die Tunnelstation blieb in Betrieb. Die Gleiswechsel an den Drittelspunkten wurden erst in den Jahren 1977 bis 1980 eingebaut.
Mit der Eröffnung des Gotthard-Strassentunnels wurde der Autoverlad am 5. September 1980 eingestellt, nach dem Brand im Strassentunnel 2001 jedoch kurzzeitig reaktiviert.

## Denkmal

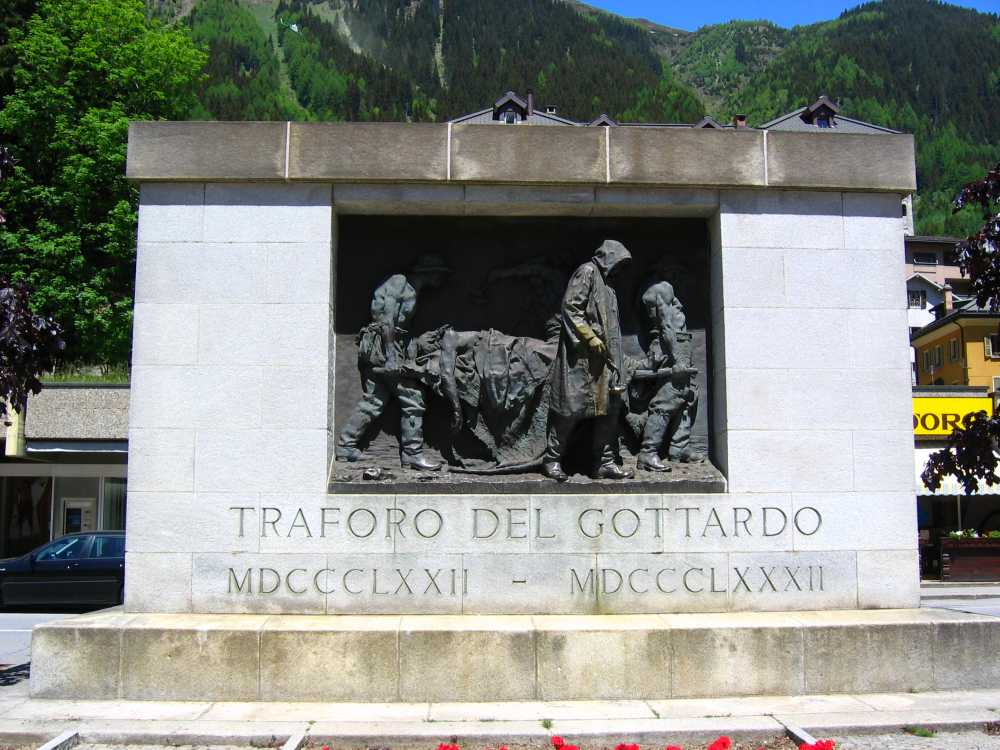
Das Denkmal von Vincenzo Vela

In Göschenen erinnert ein Monument auf dem Friedhof an Favre und die Opfer des Tunnelbaus. Es besteht aus einer Büste Favres und aus einem Mineur, der davor am Boden sitzt. Die Inschrift erinnert an die Opfer der Arbeit.
1932 wurde zum Anlass des 50. Jahrestags der Beendigung des Tunnelbaus das Denkmal des Tessiner Künstlers Vincenzo Vela (1820–1891) in Airolo aufgestellt. Vela schuf es 1882 aus eigenem Antrieb und ohne Bezahlung. Es trägt den Titel Vittime del lavoro (Opfer der Arbeit) und ist den beim Gotthard-Eisenbahntunnel verunglückten Arbeitern gewidmet. Es steht in der Nähe des Bahnhofs.
Im Tunnel selbst sind die Orte der Unglücke dadurch markiert, dass an die Wand mit weisser Schrift Daten und die Namenskürzel der Opfer des jeweiligen Todesfalles eingetragen sind.

## Befestigungen

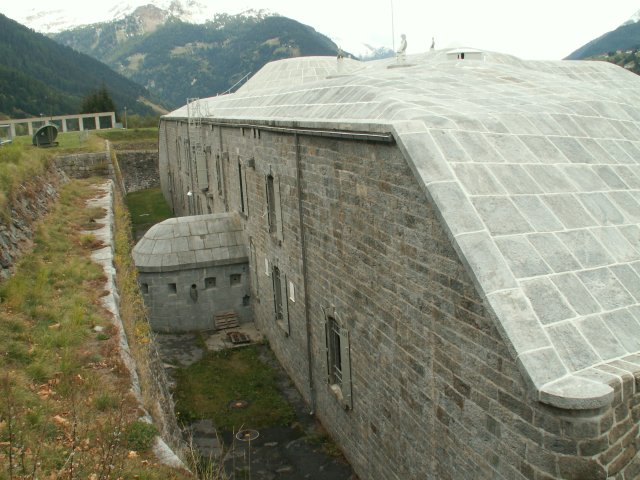
Kaponniere des Forts

Zu den Befestigungen rund um den Tunnel gehören das Wachhaus in Göschenen und das in der Schweiz einzigartige dreistöckige Artilleriewerk Fondo del Bosco bzw. Forte Airolo im Süden. Seine Anlage folgt dem Entwurf des österreichisch-ungarischen Generalgenieinspektors Daniel Freiherr von Salis-Soglio. Es umfasst einen Kampf- und Unterkunftstrakt und Flankiergalerien. Als Geschütze gegen Angriffe von Süden gab es zunächst zwei 120-mm-Ringrohrkanonen (1882, Friedrich Krupp AG), zwei 120-mm-Kugelmörser (1888, Grusonwerk AG Buckau), fünf 84-mm-Ringrohrkanonen (1880, Krupp in verschiedenen Kasematten), vier 53-mm-Schnellfeuerkanonen (1887, Krupp in Versenk-Panzertürmen) und zwölf 84-mm-Bronzekanonen (1871) in drei Kaponnieren. Hinzu kamen drei Beobachtungs-Panzertürmchen und ein 1 Kilometer langer Stollen zur Verteidigungsanlage direkt am Eingang des Tunnels.
Dort gehörten ausser einer Wache Maschinengewehr-Stände, Flammenwerfer und Sprengkammern über dem Tunnel dazu. Die Sprengkammern wurden in der ausserhalb vom Gebirgsstock gelegenen Einfahrtsgalerie angelegt. Flankiergalerien standen am Stüei und Infanterieanlagen auf dem Foppahügel. Der Bau wurde im April 1887 begonnen und im Sommer 1890 beendet.
Im Rahmen des Reduit-Plans im Zweiten Weltkrieg wurden die Festungen San Carlo und Sasso da Pigna 1942 zur artilleristischen Sicherung des Südportals des Tunnels gebaut. Die alte Mannschaftskaserne Fort Hospiz, 1894 gebaut, wurde aktiviert, um Verteidigungstruppen je nach Angriffslage schnell verschieben zu können. Der Armeegeneral Guisan zeigte damit den benachbarten Achsenmächten die Entschlossenheit zur Verteidigung im Falle jeglichen Angriffs auf den für diese wichtigen und deshalb auch von den Alliierten bekämpften Nachschubweg. Erst 1947 wurde die veraltete Anlage als Fort aufgegeben und nur noch als Unterkunft genutzt. Mittlerweile wurde es zu einem Museumsobjekt umgestaltet.

## Zukunft
Nach der fahrplanmässigen Inbetriebnahme des Gotthard-Basistunnels am 11. Dezember 2016 ist die fernere Zukunft der Bergstrecke noch offen. Kurzfristig, mindestens bis Dezember 2017, soll weiterhin stündlich ein Fernverkehrszug der SBB mit Halt in Flüelen, Erstfeld, Göschenen, Airolo, Faido und Biasca verkehren[veraltet]. Die SBB legten ein Konzept vor, weiterhin mit stündlichen RegioExpress-Verbindungen über die Bergstrecke ein attraktives Bahnangebot für den Ausflugsverkehr anzubieten. Es sollen FLIRT-Fahrzeuge eingesetzt werden, Anschlüsse an den Fernverkehr sind in Erstfeld, Bellinzona und Lugano vorgesehen.
Eine der Überlegungen zielt darauf ab, die alte Strecke via Scheiteltunnel für Güterzüge zu verwenden und tagsüber nur die schnelleren Personenzüge (200 km/h respektive 250 km/h) via Basistunnel verkehren zu lassen. Die Idee entspringt den sich abzeichnenden Trassenkonflikten, die sich bereits bei einem stündlichen Personenzug und den mit maximal 100–120 km/h deutlich langsamer verkehrenden, schweren Güterzügen ergeben. Mangels geeigneter Überholgleise müssen im Basistunnel (und faktisch auch auf den Zulaufstrecken) vor einem Personenzug liegende potentielle Güterzugtrassees geopfert werden, um ein Auflaufen des Personenzugs auf einen vorausfahrenden Güterzug zu vermeiden.
Zwar könnten, bei isolierter Betrachtung, Güterzugtrassees auf der alten Bergstrecke gut genutzt werden. Der Güterverkehr ist jedoch auf eine hohe Effizienz der Leistungserbringung angewiesen und wird sich bezüglich Traktion (eine Lok für 750 m/1600 t) auf die Flachbahn und den künftigen 4-m-Korridor ausrichten. Langfristig hält sich das BAV dennoch eine Führung von Güterzügen durch den Gotthard-Scheiteltunnel im Hinblick auf weitere Spuren auf den Zufahrtslinien offen. In näherer Zukunft wird die Gotthardlinie ausserdem für den Neubau oder die Sanierung des Strassentunnels für Materialtransporte oder Lastwagentransporte eingesetzt.

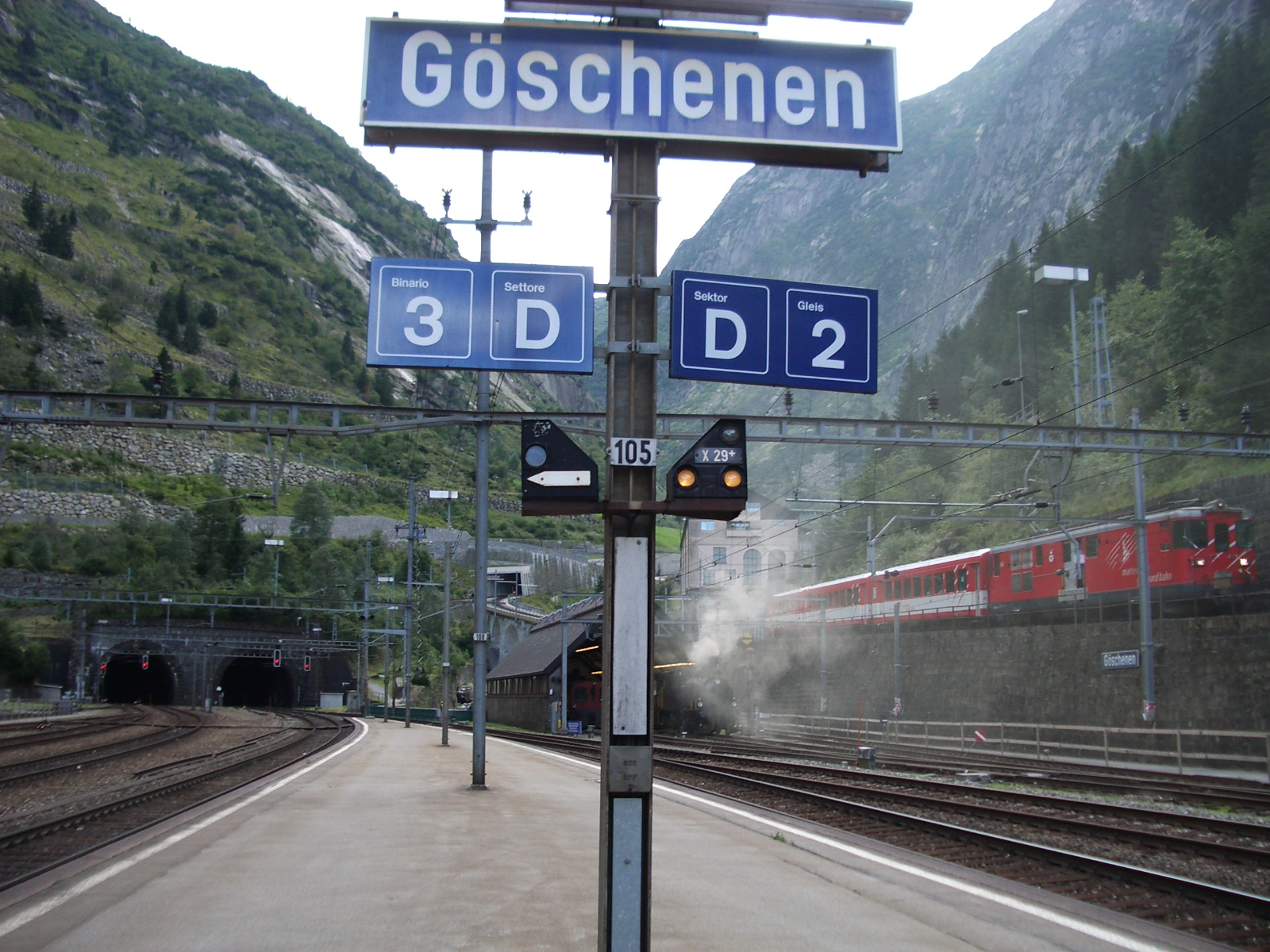
Bahnhof Göschenen mit Nordportal des Gotthardtunnels, rechts ein Zug der Matterhorn-Gotthard-Bahn

2009 erarbeiteten die Kantone Uri und Tessin sowie die SBB eine Machbarkeitsstudie als ein UNESCO-Welterbe Verkehrswege Gotthard. Die Studie kam zum Schluss, dass die Einzigartigkeit für die Technikgeschichte und die hier erhaltenen Objekte gegeben ist. In Zusammenarbeit mit dem Bundesamt für Kultur, das für die Eingaben bei der UNESCO zuständig ist, wurde festgelegt, dass bis zu einer Ausarbeitung eines Dossiers die SBB die Inventarisierung der Bahnstrecke abschliessen und ein denkmalgerechtes Betriebskonzept der Bergstrecke ausarbeiten sollen. Die Kantone erstellen die nötigen raumplanerischen Voraussetzungen. Die Ausarbeitung eines Dossiers dauert zwei Jahre, so dass die Verleihung des Labels Welterbe auf die Eröffnung des Basistunnels bereit sein könnte.

## Daten
Längenangaben

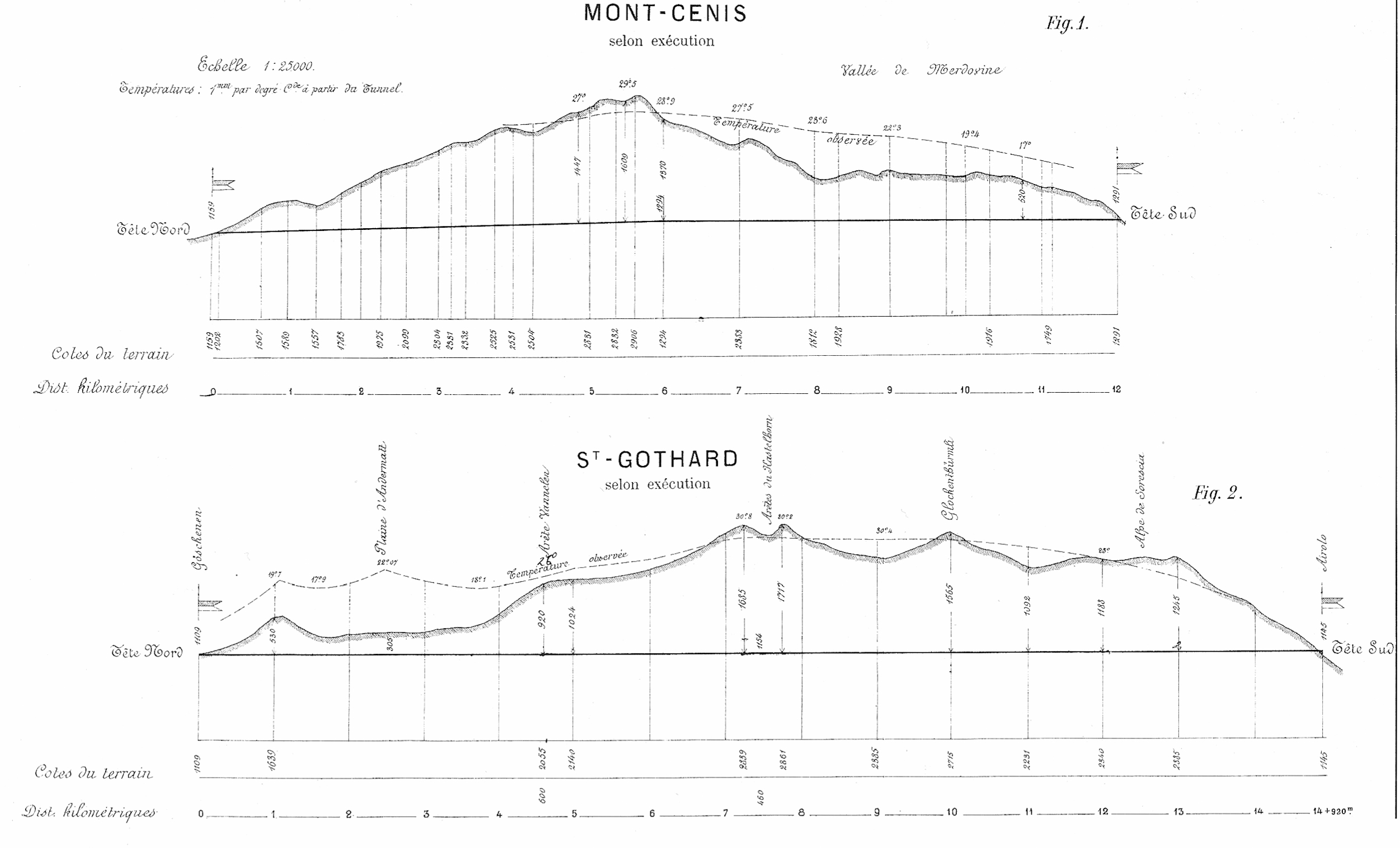
Das Längenprofil von Mont-Cenis und Gotthard-Tunnel mit Temperaturangabe von Ernest de Stockalper (1883)

Die verschiedenen Längenangaben sind zum Teil historisch bedingt:
- 14'900 m –  Angabe im Werksvertrag von 1872[17]
- 14'920 m  – Erste trigonometrische Berechnung 1875[17]
- 14'892,4 m – Nach dem Durchschlag mit Messlatte ermittelt[17]
- 14'892,89 m – Nachkontrolle von 1882[17]
- 14'997,89 m – Verlängerung durch den Anbau von Minenkammern am Nord- und Südeingang 1887[17]
- 15'002,64 m – offizielle Länge gemäss Eidgenössischer Landestopographie 1938
- 15'045 m – Am Südportal 1971/72 erfolgte Verlängerung um 42 Meter durch den Vorbau einer Strassenbrücke.[32]

Höhenangaben über Meer;
- Nordportal; 1106,89 m ü. M. (Stand 1980[A 1])[17]
- Südportal; 1141,74 m ü. M. (Stand 1980)[17]
- Scheitelpunkt; 1151,42 m ü. M. (Stand 1980)[17]

Gefälle im Längen-Profil (Nord-Süd);
- 5,82 ‰ Steigung auf 7822 m (bis zum Scheitelpunkt)
- 0,58 ‰ Gefälle auf 2273 m
- 2,00 ‰ Gefälle auf 3793 m
- 1,00 ‰ Gefälle auf 770 m

Tunnel-Profil
- 45,1 m² gemäss Planvorgabe
- ca. 6,7 m² First-Richtstollen
- 7,1 m Höhe ab Tunnelsohle
- 8,00 m Breite in Kämpferhöhe

Lage bezogen auf Streckenkilometrierung (ab Immensee);
- 70,45 Bahnhof Göschenen
- 75,37 Dienststation Gotthard Nord (Spurwechsel)
- 78,72 Scheitelpunkt
- 80,69 Kantonsgrenze Uri/Tessin
- 81,32 Dienststation Gotthard Süd (Spurwechsel)
- 86,21 Bahnhof Airolo

## Filme
- 2009: Manfred Baur, Hannes Schuler: Der Durchbruch. Die Eroberung der Alpen, Teil 2 (5-teilig). Dokumentation. 45 Min.
- 2016 wurde mit dem zweiteiligen Schweizer Fernsehfilm Gotthard der Bau des Gotthardtunnels und die damaligen Lebens- und Arbeitsbedingungen unter der Regie von Urs Egger dramaturgisch aufwändig inszeniert. Dabei sind die historischen Fakten mit fiktionalen Elementen, auch Personen, durchsetzt.[34]
- 2018: Film von Verena Schönauer: Mythos Gotthard, Dokumentation, 90 Min. (Mit verschiedenen Forschern: Alexandra Binnenkade, Beat Frey, Hans Rudolf Fuhrer, Marcia Phillips, Johannes Rebsamen, Mauro Tonolla, Matthias Vollmer (Geograph). Auch das Fotoprojekt von Jean Odermatt wird vorgestellt.)